# USS Indianapolis (CA-35)
Pour les autres navires du même nom, voir USS Indianapolis.
Vous lisez un « bon article » labellisé en 2014.
L'USS Indianapolis (CA-35) est un croiseur lourd de classe Portland appartenant à l'United States Navy, célèbre pour les circonstances de son naufrage qui reste à ce jour le plus meurtrier de l'histoire de la marine militaire américaine. Lancé en 1931, l'Indianapolis intègre la Scouting Force en 1933 avant de participer avec succès à de nombreuses campagnes de la guerre du Pacifique.
Le 30 juillet 1945, soit quatre jours après avoir livré à la base aérienne américaine de Tinian des composants importants des deux bombes atomiques (Little Boy et Fat Man) qui seront lancées respectivement sur Hiroshima et Nagasaki, le navire, qui navigue en mer des Philippines, est torpillé par le sous-marin I-58 de la Marine impériale japonaise. Il coule en douze minutes, emportant avec lui environ 300 des 1 195 membres d'équipage. Les 900 survivants doivent alors affronter l'hypothermie, la déshydratation et des attaques de requins alors qu'ils attendent de l'aide sur des embarcations de sauvetage. Quatre jours plus tard, ils sont repérés par l'équipage d'un Lockheed Ventura en patrouille de routine ; seuls 317 marins survivent à ce naufrage.

## Conception

### Formes et blindage
À l'origine, la classe Portland devait comprendre cinq navires, désignés CL (puis CA) du 32 au 36. Approuvés en 1929, les navires sont conçus comme ceux de la classe Northampton, mais rallongés de trois mètres. Lors des essais du Northampton, néanmoins, les concepteurs se rendent compte qu'il est très léger et qu'ils peuvent se permettre d'alourdir le navire en lui offrant une meilleure protection. Ainsi, seuls deux navires sont construits d'après ces nouveaux plans, le budget des trois autres étant réalloué à la classe New Orleans, celle-ci faisant partie d'un projet complètement nouveau.
Les plans étant presque arrêtés, le blindage supplémentaire est rajouté comme une seconde peau aux parties vitales du navire, les machines et les soutes à munitions. Le but est de protéger le navire d'une éventuelle explosion sous-marine, mais ce choix est critiqué car il reste plus vulnérable aux tirs hors de l'eau. Des calculs menés en 1933 montrent que le blindage des soutes à munitions résiste à des obus de 8 pouces tirés entre 12 000 yards (10 973 m) et 20 500 yards (18 745 m) à l'avant, et entre 12 000 yards (10 973 m) et 2 300 yards (2 103 m) à l'arrière. Néanmoins ceux-ci peuvent pénétrer la ceinture de protection des machines à 24 000 yards (21 946 m) et le pont au-delà de 16 000 yards (14 630 m). De plus, le blindage des tourelles des canons de 8 pouces est de conception ancienne ; il reste ainsi pénétrable à des distances qui sont celles des combats de l'époque.

### Armement
L'armement principal de l'Indianapolis est constitué de trois tourelles de trois canons de 8 pouces (203 mm). Ces canons de 8 pouces de 55 calibres Mk 9/2, plus lourds que leurs contemporains de même calibre, équipent les croiseurs lourds de la marine américaine et certains porte-avions tels le Saratoga ou le Lexington. Ils sont remplacés par des Mk 14/0 en janvier 1945. Quant aux tourelles, elles sont mues par des moteurs électriques au travers d'une boîte de vitesses hydraulique.
L'armement secondaire est lui constitué de huit canons de 5 pouces (127 mm) de 25 calibres. Conçus dans les années 1920, ces canons sont spécialement adaptés pour la lutte antiaérienne grâce à une vitesse à la bouche adéquate et à une faible inertie leur permettant d'être rapidement maniés par leurs servants. Ils sont remplacés en 1943 par quatre batteries quadruples de Bofors de 40 mm et deux nouveaux affûts seront rajoutés en 1944-1945. L'Indianapolis est aussi doté de huit mitrailleuses Browning M2 de 12,7 mm, remplacées plus tard par des canons de 20 mm Oerlikon.
Deux catapultes sont installées sur le navire, qui emporte avec lui quatre avions de reconnaissance, des Vought O2U Corsair. Ces biplans sont alors l'équipement standard de la marine américaine et des Marines. Obsolètes au début de la Seconde Guerre mondiale, ces avions sont remplacés par deux Vought OS2U Kingfisher,. Plus rapides et monoplans, ils peuvent aussi être utilisés pour la lutte anti-sous-marine.

### Essais
Lors des essais, l'Indianapolis développe 108 317 chevaux et atteint une vitesse de 32,86 nœuds (60,86 km/h) avec un déplacement de 11 334 tonnes. Les tubes lance-torpilles sont finalement abandonnés au cours de la construction, et l'armement secondaire doublé. Le pont est élargi et le mât tripode situé à l'avant rabaissé. Le mât principal est quant à lui allégé, les projecteurs étant disposés autour de la seconde cheminée, afin de dégager les angles de tir des canons antiaériens. En mai 1943, le croiseur lourd subira des travaux de refonte, une catapulte, un radar et des canons antiaériens étant rajoutés.

## Histoire

### Entre-deux-guerres

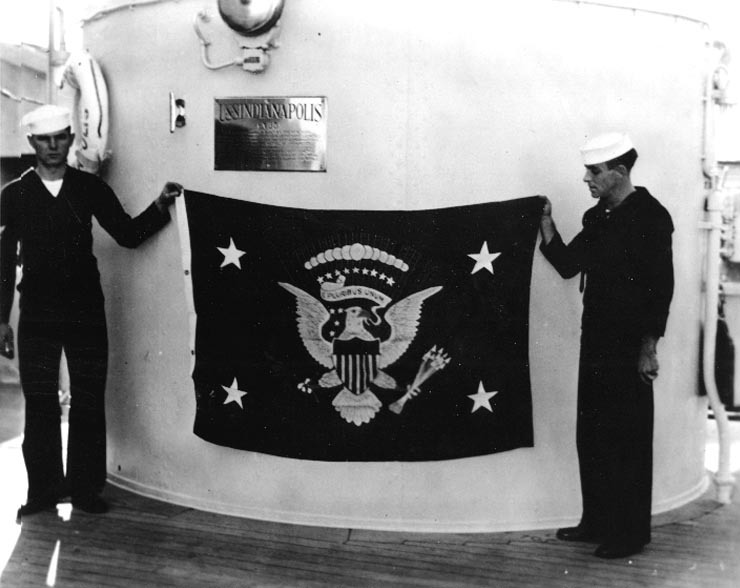
Le drapeau présidentiel du président Franklin Delano Roosevelt sur l'Indianapolis en 1936.

Deuxième navire américain nommé d'après la ville d'Indianapolis, capitale de l'État de l'Indiana, la construction du croiseur lourd commence le 31 mars 1930, menée par New York Shipbuilding à Camden, dans le New Jersey. Lancé le 7 novembre 1931, il est parrainé par Lucy Taggart, fille du sénateur Thomas Taggart, un ancien maire d'Indianapolis. Le croiseur lourd passe alors une période d'essais dans l'océan Atlantique et la baie de Guantánamo jusqu'au 23 février 1932. Une période d'entraînement suit, au large de la zone du canal de Panama et des côtes chiliennes, avant que le navire ne rejoigne le Philadelphia Navy Yard où il subit un carénage. L'Indianapolis entre alors en service le 15 novembre 1932. Le 1er juillet 1933, sur l'île Campobello, le croiseur embarque le président Franklin Delano Roosevelt à son bord et rejoint Annapolis deux jours plus tard, où le président est rejoint par six membres du cabinet pour une cérémonie. Après avoir débarqué les personnalités, le navire reprend la route pour le Philadelphia Navy Yard.
Le 6 septembre, le secrétaire à la Marine Claude A. Swanson hisse son pavillon sur l'Indianapolis afin de mener une visite d'inspection dans le Pacifique. Après être passé par la zone du canal de Panama et Hawaï, il visite la flotte basée à San Pedro et San Diego. Il débarque dans ce dernier port le 27 octobre 1933 et, le 1er novembre, l'Indianapolis devient le navire amiral de la Scouting Force (dénomination à l'époque de la Scouting Fleet), poste qu'il conservera jusqu'à ce que la guerre éclate. S'ensuivent des manœuvres au large de la côte Ouest des États-Unis, avant un départ de Long Beach pour New York le 9 avril 1934. À son arrivée le 29 mai, le croiseur embarque le président et des membres du gouvernement pour une revue de la flotte. Après cela, il retourne à Long Beach, qu'il atteint le 9 novembre, date à laquelle débutent des exercices tactiques avec le reste de la Scouting Force.
Le 18 novembre 1936, le président Roosevelt rembarque à bord de l'Indianapolis à Charleston et prend la direction de l'Amérique du Sud. Après des visites de courtoisie menées à Rio de Janeiro, Buenos Aires et Montevideo, le navire retourne à Charleston où il débarque la délégation présidentielle le 15 décembre. Alors que les tensions internationales grandissent dans les années qui suivent, l'entraînement du navire s'intensifie afin d'en faire une machine de guerre efficace en cas d'attaque ennemie.

### Seconde Guerre mondiale

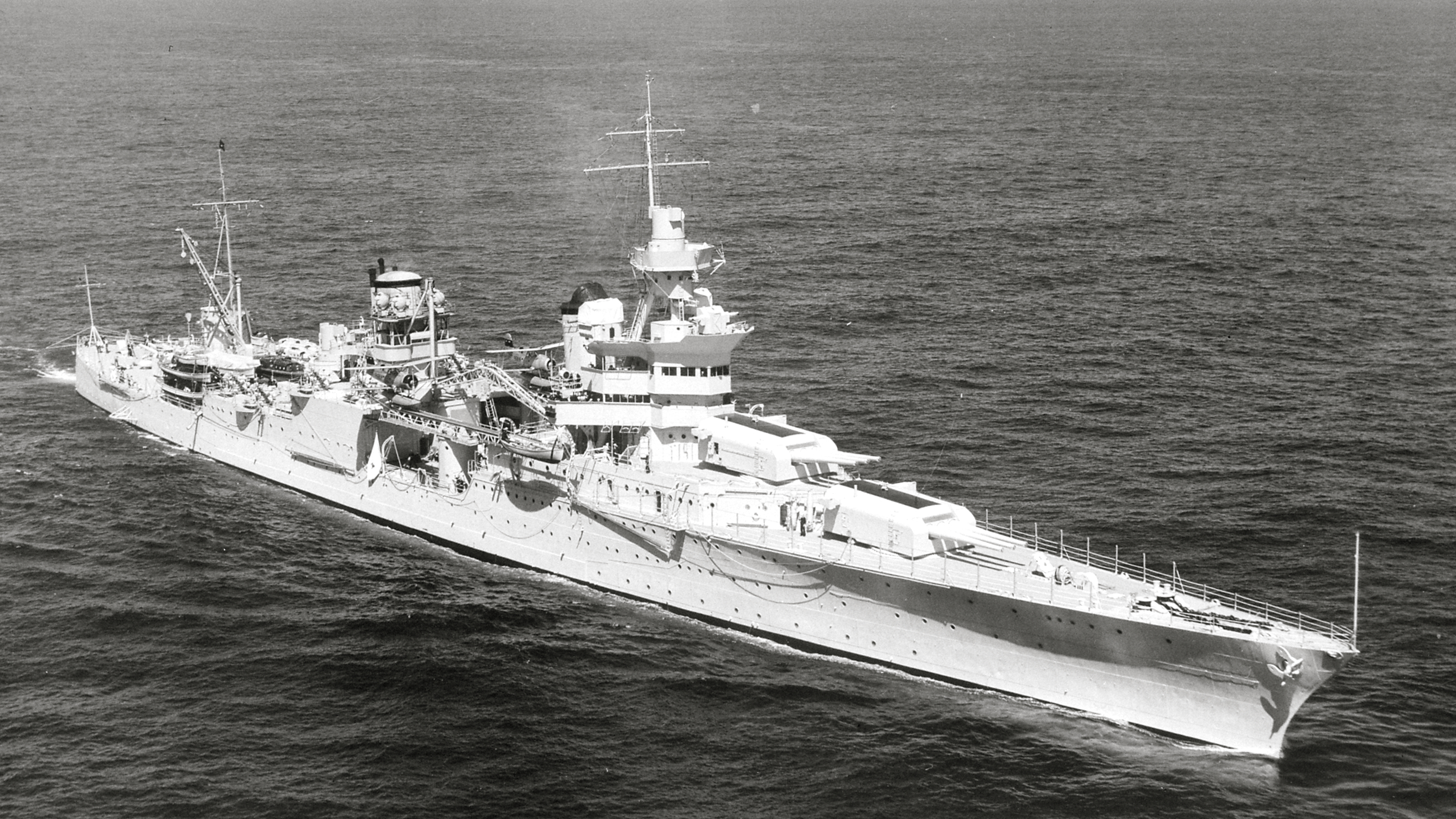
L'Indianapolis vers 1939.

Lorsque les Japonais bombardent Pearl Harbor, l'USS Indianapolis débarque des hommes et de l'équipement sur l'île Johnston. Recevant l'annonce de la déclaration de guerre (« Nous sommes en guerre avec le Japon — C'est officiel. »), l'équipage jette par-dessus bord tout ce qui est inutile et inflammable. Le croiseur rejoint alors la Task Force 12 qui se met en campagne à la recherche des porte-avions japonais signalés dans le voisinage. Bredouilles, les navires arrivent à Pearl Harbor le 13 décembre, et l'Indianapolis rejoint la Task Force 11.

#### Campagne de Nouvelle-Guinée
Le groupe de navires prend alors la direction du Pacifique Sud, sous domination japonaise. Le 20 février 1942, à environ 550 kilomètres au sud de Rabaul, l'escadre est attaquée par 18 bombardiers bimoteurs, organisés en deux vagues. 16 d'entre eux sont abattus par une défense antiaérienne efficace et par les chasseurs du Lexington. Les navires américains s'en sortent sans dommages, abattant même deux hydravions de reconnaissance japonais.
Le 10 mars, la Task Force 11, rejointe par le porte-avions Yorktown, attaque les ports ennemis de Lae et de Salamaua en Nouvelle-Guinée, où l'ennemi rassemble des forces d'assaut amphibie. Pour cela, les forces aéroportées américaines traversent à haute altitude la chaîne Owen Stanley puis arrivent sur l'ennemi depuis le sud, bénéficiant d'un effet de surprise total. Les dégâts infligés aux navires et aux transports japonais sont considérables, et de nombreux appareils ennemis sont abattus ; les Américains de leur côté ne subissent que peu de pertes.

#### Campagne des îles Aléoutiennes

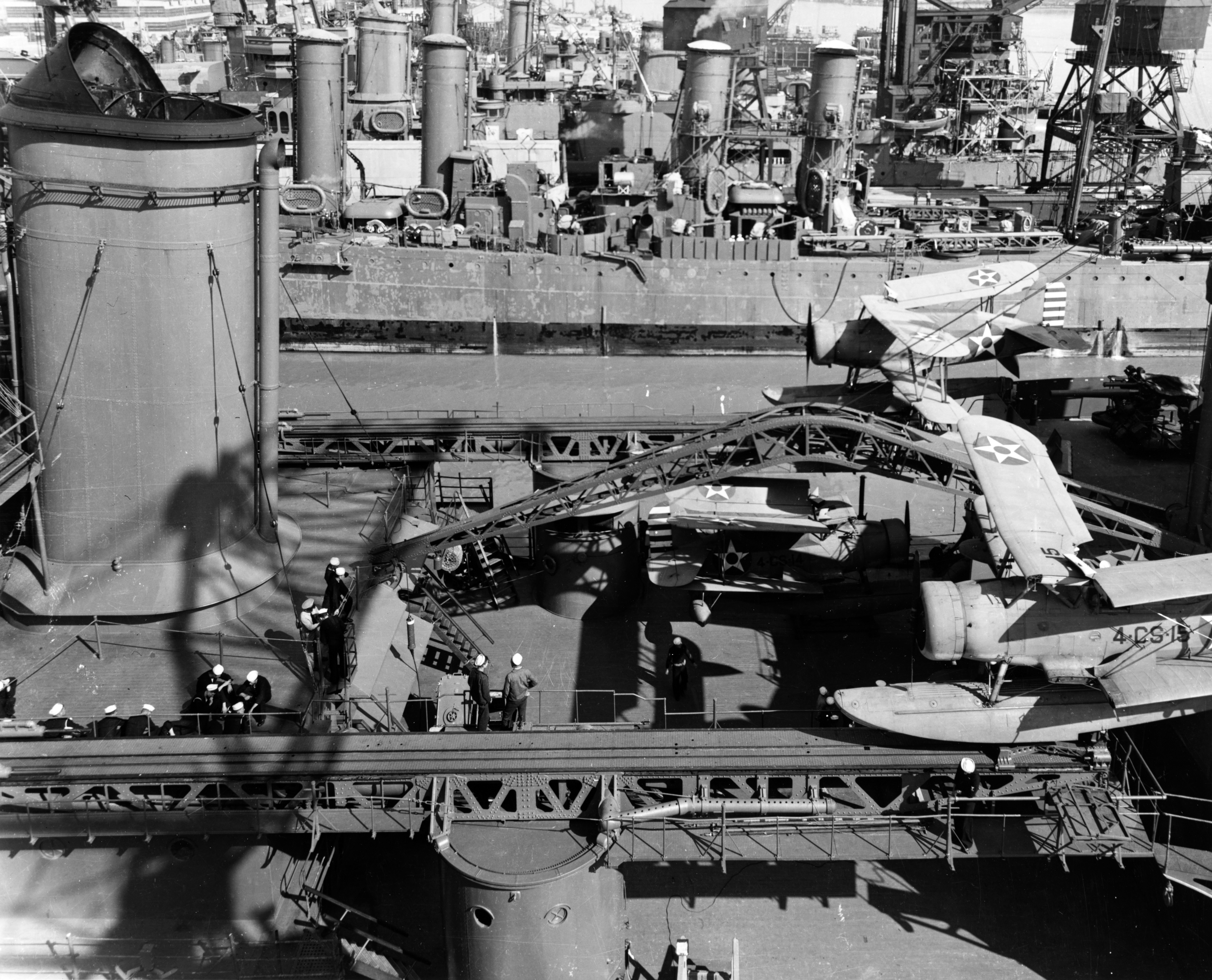
L'USS Indianapolis au Mare Island Naval Shipyard en 1942.

L'Indianapolis retourne alors aux États-Unis et entre au Mare Island Naval Shipyard afin d'y subir des réparations ainsi que des améliorations. Il escorte ensuite un convoi jusqu'en Australie, avant de rejoindre le Pacifique Nord, où les débarquements japonais dans les îles Aléoutiennes ont changé la donne. Le temps est un élément important dans cette zone, les brouillards y étant imprévisibles et quasi permanents ; les orages violents n'y sont pas rares non plus. Le 7 août, la Task Force de l'Indianapolis a finalement l'opportunité d'apercevoir les forces japonaises à l'abri des côtes de l'île Kiska, malgré les abords périlleux non cartographiés de l'île. Le croiseur lourd fait alors feu de ses canons de 203 mm, en compagnie des autres navires de l'escadre. Malgré le brouillard, les avions de reconnaissance des croiseurs observent de nombreux navires coulant dans le port, ainsi qu'à terre des installations en feu. La surprise est si grande qu'il se passe un quart d'heure avant que les batteries côtières ne répondent aux tirs américains ; certaines d'entre elles ciblent même le ciel, se croyant bombardées par des avions. La plupart sont rapidement réduites au silence par le feu précis des navires américains. Des sous-marins japonais font alors leur apparition, mais ils sont rapidement grenadés par les destroyers américains. Des hydravions japonais tentent eux aussi une attaque, sans succès.
L'opération est considérée comme étant une réussite, malgré le peu d'informations recueillies. Elle démontre aussi la nécessité d'avoir des bases plus proches des îles occupées par les Japonais. Les forces américaines conquièrent ainsi l'île Adak avant la fin du mois, permettant aux avions américains de disposer d'une base plus proche du théâtre des Aléoutiennes que celle de Dutch Harbor. En janvier 1943, l'Indianapolis apporte d'ailleurs son soutien aux troupes américaines qui reprennent Amchitka, afin d'y installer une nouvelle base.
Dans la nuit du 19 février 1943, en compagnie de deux destroyers, l'Indianapolis patrouille au large de l'île d'Attu en espérant intercepter des convois de ravitaillement japonais. Le groupe croise un navire cargo, l'Akagane Maru, qui répond incorrectement au signal de reconnaissance américain ; le croiseur lourd ouvre alors le feu. Le navire cargo, supposément chargé de munitions, explose alors dans un grand bruit, coulant corps et biens. Durant le printemps et l'été 1943, l'Indianapolis continue à participer activement à la campagne des îles Aléoutiennes, escortant des convois et fournissant une couverture aux assauts amphibies sur les îles de l'archipel. En mai, la marine capture Attu, avant de se concentrer sur Kiska, dernier bastion japonais des Aléoutiennes. Le débarquement du 15 août découvre une île vide, les troupes ennemies ayant profité de l'épais brouillard pour évacuer.

#### Campagne des îles Gilbert et Marshall
Après un passage par Mare Island pour un carénage, le croiseur lourd rejoint Hawaï où il devient le navire amiral du vice-amiral Raymond Spruance commandant la cinquième flotte. Il quitte Pearl Harbor le 10 novembre en compagnie du gros des forces aéronavales américaines destinées à prendre part à l'opération Galvanic, destinée à reprendre les îles Gilbert aux Japonais. Le 19 novembre, l'Indianapolis participe au bombardement de l'atoll de Tarawa, puis à celui de Makin le lendemain. Le navire retourne ensuite à Tarawa, où il fournit un appui-feu aux troupes de débarquement. Ce jour-là, le croiseur lourd abat un avion ennemi et bombarde plusieurs positions défensives adverses qui empêchaient l'avancée américaine ; il tient ce rôle jusqu'à l'arrêt des combats et la prise de l'île, trois jours plus tard.
À peine les Gilbert sont-elles conquises que l'assaut est lancé contre les îles Marshall, l'Indianapolis menant la cinquième flotte. Celui-ci rejoint les autres navires de la Task Force au large de Tarawa, et le 31 janvier 1944, veille du débarquement, il fait partie des navires qui bombardent Kwajalein. Le lendemain, le croiseur lourd réduit au silence deux batteries côtières japonaises et, le surlendemain, soutient le débarquement des troupes amphibies, détruisant une casemate ainsi que plusieurs installations portuaires. Il pénètre finalement dans le lagon de Kwajalein le 4 février et y reste jusqu'à ce que toute résistance soit anéantie.

#### 1944

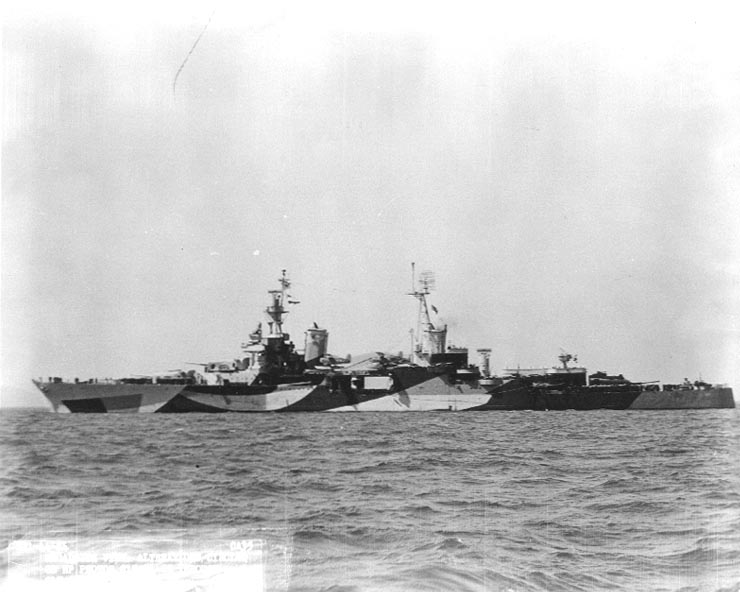
L'Indianapolis au large de San Francisco en mai 1944.

Durant les mois de mars et avril, l'Indianapolis, toujours à la tête de la cinquième flotte, participe aux opérations dans les îles Carolines. Les avions embarqués sur les porte-avions attaquent les îles Palaos les 30 et 31 mars, ciblant les navires ; 3 destroyers, 17 cargos et 5 pétroliers sont détruits et 17 navires sont endommagés. L'aérodrome est aussi bombardé et les abords des îles sont minés afin d'immobiliser les navires ennemis. Les îles Yap et Ulithi sont frappées le 31 mars et Woleai le 1er avril. Durant ces trois jours, la flotte subit les attaques d'avions ennemis, mais ceux-ci n'endommagent pas leurs cibles. L'Indianapolis abat un bombardier-torpilleur et 160 avions ennemis sont détruits, dont 46 au sol. Ces attaques permettent aux Américains de débarquer en Nouvelle-Guinée sans se soucier d'éventuels renforts japonais en provenance des îles Carolines.
Pendant le mois de juin, la cinquième flotte participe à l'assaut sur les îles Mariannes. À partir du 11, des raids sont lancés sur Saipan depuis des porte-avions, suivis par des bombardements à partir du 13, durant lesquels l'Indianapolis joue un rôle majeur. Le 15 juin, jour du débarquement, l'amiral Spruance est averti qu'une grande flotte ennemie, composée de cuirassés, de porte-avions, de croiseurs et de destroyers, est en route afin de soutenir les garnisons basées dans les Mariannes. L'amiral ne pouvant pas dégarnir sa force de débarquement à Saipan de ses grosses unités, c'est une force de porte-avions rapides qui est envoyée à la rencontre de cette menace. Dans le même temps, un autre détachement est envoyé pour empêcher d'éventuelles attaques aériennes japonaises depuis les bases d'Iwo Jima et de Chichi.
Le 19 juin, la cinquième flotte participe à la bataille de la mer des Philippines au sein d'une flotte combinée. Les porte-avions ennemis ont alors bon espoir d'utiliser les bases aériennes de Guam et de Tinian afin de se ravitailler, avant d'attaquer les convois américains. Cependant, ils sont interceptés par les batteries de navires d'escorte de la flotte américaine et par les avions embarqués. Ceux-ci détruisent 402 avions japonais, pour 17 avions perdus. L'Indianapolis réussit à en abattre un et ce jour là restera gravé dans les mémoires comme le Marianas Turkey Shoot (« tir aux pigeons des Mariannes »). Toute résistance aérienne étant réduite à néant, les avions américains continuent sur leur lancée, coulant deux porte-avions, deux destroyers ainsi qu'un navire ravitailleur ennemis et endommageant de nombreux autres. L'Indianapolis retourne à Saipan le 23 juin afin de soutenir le bombardement naval, avant de revenir à Tinian six jours plus tard afin de frapper les installations côtières. Pendant ce temps, Guam est capturée et le croiseur lourd est le premier navire américain à entrer dans Apra Harbor. Le croiseur reste dans les eaux des Mariannes les semaines suivantes, avant de partir pour les îles Carolines où sont prévus d'autres débarquements. Du 12 au 29 septembre ses batteries pilonnent l'île de Peleliu, puis le navire rejoint l'île de Manus. Dix jours plus tard, le croiseur lourd retourne au chantier de Mare Island.

#### 1945
Après sa refonte, l'Indianapolis quitte le chantier sous les ordres du commandant Charles B. McVay pour rallier la Task Force 38, alors commandée par le vice-amiral Marc Mitscher. Il la rejoint le 14 février 1945, deux jours avant la première attaque sur Tokyo depuis le raid de Doolittle en avril 1942. Cette opération vient en appui du débarquement des troupes américaines à Iwo Jima, détruisant des installations et du matériel japonais. Une approche par mauvais temps permet aux appareils américains de bénéficier d'un effet de surprise total et les attaques se poursuivent durant deux jours. Les 16 et 17 février, les Américains perdent 49 appareils et en détruisent 499 en l'air et au sol. En plus de ces victoires aériennes, la Carrier Force de Mitscher détruit un porte-avions, 9 navires de défense côtière, un destroyer, deux escorteurs et un navire cargo. S'ajoutent à cela des hangars, des usines et de nombreuses cibles militaires détruites. Après ces attaques, la Task Force 38 rallie les îles Bonin pour soutenir le débarquement sur Iwo Jima. L'Indianapolis protège les navires de débarquement et fournit un appui feu aux troupes au sol. La Task Force de l'amiral Mitscher retourne bombarder Tokyo et Hachijō-jima les 25 et 26 février. Malgré le mauvais temps, les Américains abattent 158 avions, coulent 5 navires de petite taille et détruisent des installations au sol ainsi que des convois ferroviaires.
Les Américains ayant alors besoin d'une base avancée proche de l'île principale du Japon, les îles Okinawa et Ryūkyū deviennent des cibles potentielles. Afin de les capturer avec un minimum de pertes, les bases aériennes du sud du Japon doivent être bombardées pour les empêcher d'envoyer des avions contrecarrer les projets d'invasion américains. Ainsi, l'Indianapolis, accompagné de la Task force, quitte Ulithi le 14 mars 1945 en direction des côtes japonaises. Le 18 mars, à environ 160 kilomètres au sud-est de Kyūshū, les porte-avions lancent des attaques aériennes vers les aérodromes de l'île et vers les navires à l'ancre dans les ports de Kobe et de Kure. Le 21, les Japonais réussissent à localiser la flotte américaine ; 48 avions sont envoyés pour la bombarder, mais ils sont interceptés 100 kilomètres avant d'atteindre leur but par 24 avions envoyés depuis les porte-avions. Aucun aviateur japonais n'atteindra son but.

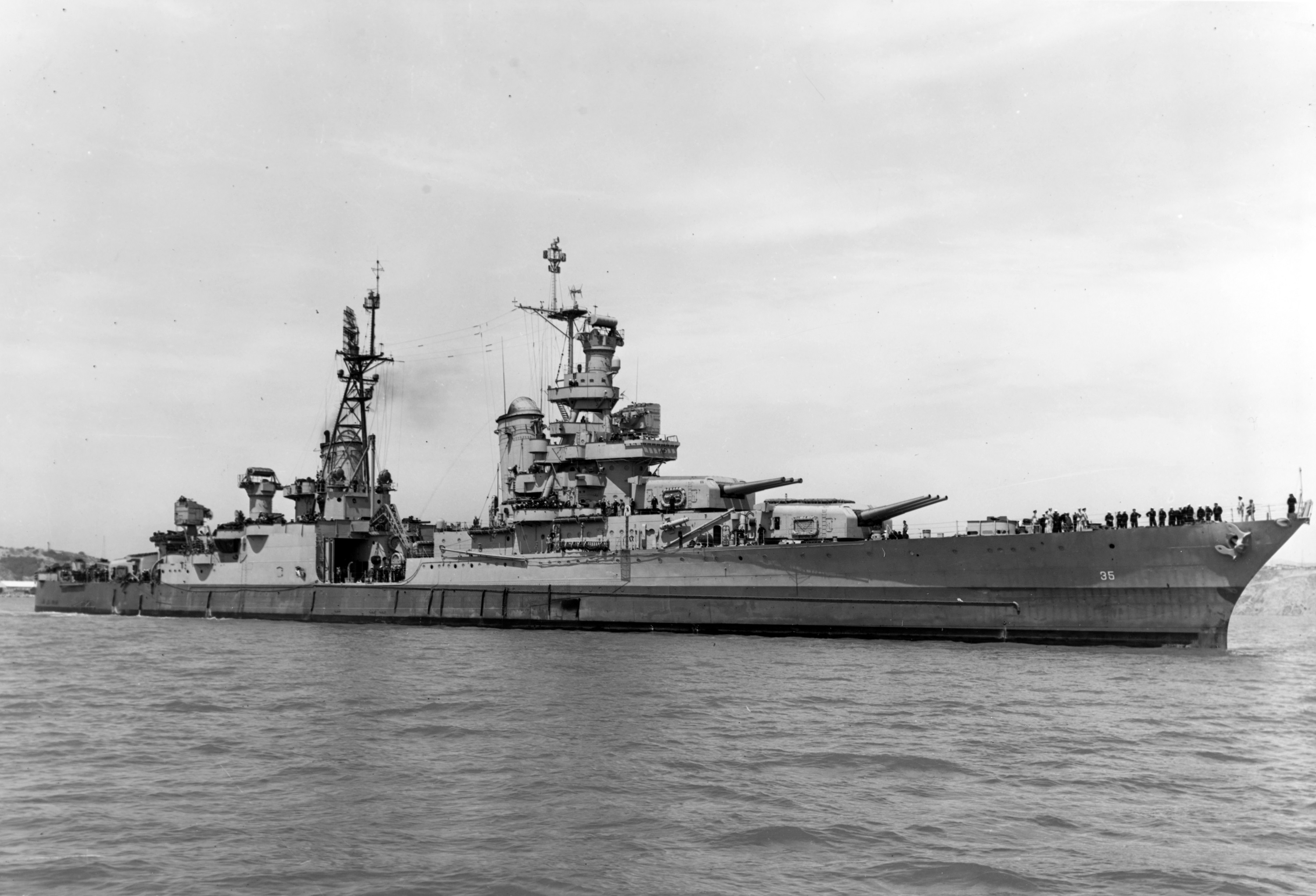
L'Indianapolis au large du chantier de Mare Island.

Les bombardements préliminaires d'Okinawa débutent le 4 mars et durent 7 jours, durant lesquels l'USS Indianapolis pilonne les défenses ennemies de ses canons de 203 mm. Harcelé en permanence par les avions ennemis, le croiseur lourd en abat six. À l'aube du 31 mars, la veille du jour J, un chasseur-bombardier ennemi apparaît et fonce droit sur le croiseur. Malgré les tirs de barrage des canons antiaériens de 20 mm de celui-ci, l'avion réussit à larguer sa bombe avant de percuter le bâtiment et de s'écraser dans l'océan. Il ne fait aucun dommage, mais la bombe traverse le blindage du pont, le réfectoire de l'équipage, une chambre en dessous, une soute à combustible encore en dessous avant de ressortir sous le bâtiment et d'exploser dans l'eau. Le souffle déchire la coque en deux endroits puis envahit les compartiments proches, tuant neuf marins et en blessant vingt-neuf autres. Néanmoins, l'inondation est contenue malgré la gîte sur bâbord du croiseur. Celui-ci réussit à rejoindre un remorqueur de sauvetage afin d'effectuer les réparations vitales pour la survie du navire. Les dégâts sont importants : les lignes d'arbres d'hélices sont endommagées, les soutes à combustible fuient et le bouilleur d'eau douce est détruit. Malgré cela, l'Indianapolis fait la traversée du Pacifique vers le chantier de Mare Island par ses propres moyens. McVay reçoit alors un message de l'amirauté : « Félicitations pour votre contrôle des dégâts. Vos hommes ont fait un travail extraordinaire ».
Alors que les réparations sont en cours, celles-ci sont brusquement accélérées et le commandant du croiseur reçoit l'ordre de quitter Mare Island pour Hunters Point Navy Yard, au large de San Francisco. Après avoir embarqué une mystérieuse caisse contenant des éléments d'un « projet secret », il doit repartir immédiatement pour Tinian pour y faire sa livraison. Il s'agit en fait d'uranium 235 enrichi et d'éléments de Little Boy, la première bombe atomique qui sera larguée le 6 août 1945 sur Hiroshima. L'Indianapolis quitte San Francisco le 16 juillet après des essais à la mer accélérés, arrive à Pearl Harbor le 19, battant tous les records : il a parcouru 2 405 milles marins (4 454 km) en 74,5 heures. Il repart pour Tinian sans escorte, atteignant l'île le 26 juillet ; il parcourt ainsi 5 000 milles marins (9 260 km) en seulement 10 jours. Après avoir livré son précieux chargement, le bâtiment quitte Tinian pour rejoindre Guam, où des marins débarquent pour une permission et où de jeunes recrues embarquent. Celles-ci doivent subir un entraînement sur l'île de Leyte, avant de rejoindre l'USS Idaho et la Task Force 95 de l'amiral Jesse B. Oldendorf. Le 28 juillet, le croiseur lève l'ancre, voguant à 17 nœuds (31 km/h) vers son destin.

#### Naufrage

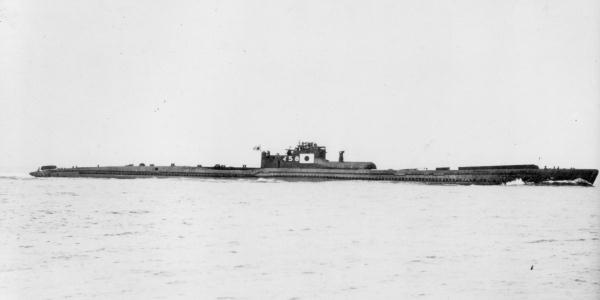
Le sous-marin japonais I-58 en 1944.

Toujours sans escorte malgré les demandes du commandant McVay, l'Indianapolis fait ainsi route vers Leyte, traversant la mer des Philippines. Dans la nuit du 29 au 30 juillet, vers 0 h 5, alors que le croiseur navigue dans une mer calme à 17 nœuds (31 km/h), deux explosions successives déchirent la partie tribord avant du navire. Le sous-marin japonais I-58, aux ordres du commandant Mochitsura Hashimoto, vient de lancer sur le croiseur deux torpilles Type 95 à influence magnétique. La première en détruit entièrement la proue puis la seconde le frappe à proximité d'une soute de combustible et d'une soute à munitions. L'explosion coupe en deux le bâtiment, le privant aussitôt d'électricité.

## Après le naufrage

### Survie et sauvetage des naufragés
Lorsque les deux torpilles frappent le croiseur, 1 195 hommes sont à bord. L'ordre d'abandonner le navire est donné immédiatement et les hommes se jettent à la mer, s'éloignant du navire qui s'enfonce rapidement dans l'eau. Douze minutes après le premier impact, le bateau a disparu sous les flots, emportant avec lui environ 300 hommes. Malgré les SOS lancés par le croiseur, aucun navire ne vient chercher les rescapés. Ceux-ci se retrouvent alors livrés à eux-mêmes au milieu de l'océan Pacifique (Yap, la terre émergée la plus proche, se trouvant à plus de 450 kilomètres), la plupart équipés de leur gilet de sauvetage en kapok,.

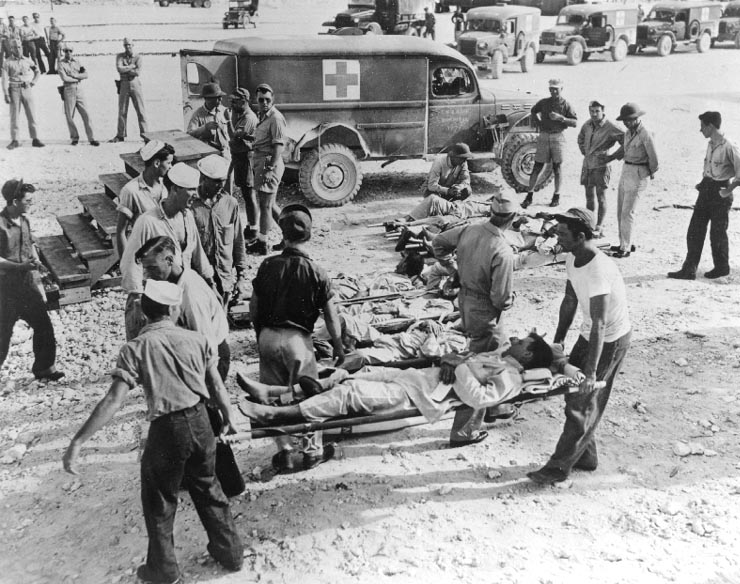
Survivants de l'Indianapolis à Guam, août 1945.

De nombreux requins apparaissent, attirés par l'odeur du sang, notamment des requins longimane. Au début, ceux-ci se nourrissent principalement des corps des marins morts de noyade et d'épuisement. Puis c'est le tour des marins survivants et, chaque jour, des marins disparaissent, happés par les squales. Mais ces prédateurs ne sont pas les seules causes de décès des survivants au torpillage. Le soleil, le manque de nourriture, la soif et la fatigue assaillent les marins ; nombreux sont ceux qui meurent d'insolation, de déshydratation ou d'épuisement. D'autres sombrent dans le délire ou les hallucinations et certains en viennent à tuer leurs propres camarades,.
Finalement, quatre jours après le naufrage, les survivants sont repérés par un avion PV-1 Ventura en patrouille anti-sous-marine de routine. Il alerte la base de Peleliu, signalant « de nombreux hommes à la mer ». Un hydravion PBY Catalina est dépêché sur place pour porter assistance aux naufragés. En chemin, il survole le destroyer Cecil J. Doyle et informe son commandant de la situation. Celui-ci, de son propre chef, déroute alors son navire vers la zone du naufrage. Lorsque l'hydravion arrive sur place, il jette des radeaux et des provisions à la mer. Voyant que certains des hommes se font attaquer par des requins, le commandant décide d’amerrir malgré les risques afin de sauver les nageurs isolés. Lorsqu'il apprend que ceux-ci font partie de l'équipage de l'Indianapolis, le commandant de bord transmet l'information par radio, requérant une assistance immédiate.
La nuit tombant, l'équipage de l'hydravion continue sa difficile tâche de sauvetage, allant jusqu'à attacher des hommes aux ailes de sa machine lorsqu'il n'y a plus de place dans l'avion, rempli de rescapés. 56 hommes sont ainsi sauvés. Lorsqu'il arrive sur place, le Cecil J. Doyle prend ces hommes à son bord. Malgré les risques, le commandant du navire décide alors d'utiliser son projecteur principal pour guider les autres navires de secours. Après plusieurs jours de recherches aériennes et marines, ce sont 321 marins vivants qui sont recueillis par les secours ; quatre d'entre eux mourront des suites de leurs blessures, réduisant le nombre des survivants à 317. Des 81 officiers du navire, 67 ont péri noyés, ainsi que 808 marins et sous-officiers,. Ce naufrage reste à ce jour le plus meurtrier de l'histoire de la marine des États-Unis.

### Controverses
Lorsque le croiseur quitte Tinian pour Guam, ses ordres de mission et son itinéraire jusqu'à Leyte sont transmis à diverses bases. À bord de l'USS Idaho, à Leyte, un des opérateurs radio décrypte mal l'en-tête du message et ne voit donc pas qu'il est destiné au contre-amiral Lynde D. McCormick. Ce dernier ne sait donc pas que l'Indianapolis est en route pour sa zone et ne peut alors s'inquiéter du retard de celui-ci. Les autres destinataires du message ne s'inquiètent pas outre mesure, la date d'arrivée du croiseur n'étant pas précisée,. L'arrivée des bateaux sur l'île est gérée à Tolosa. Sur les tableaux de positions des navires, ceux-ci sont marqués comme « arrivés » si aucune indication ne vient prouver le contraire. L'Indianapolis reste marqué ainsi plusieurs jours après son naufrage. À Tacloban, qui tient sa propre liste, le croiseur est marqué comme « en retard », le rapport quotidien ne mentionnant pas sa présence dans le port comme prévu.
L'Indianapolis ne dispose pas de sonar lui permettant de détecter les sous-marins ennemis ; ce n'est en effet pas le rôle d'un croiseur. Malgré les demandes d'escorte du commandant McVay, aucune ne lui est fournie. De plus, il ne peut se joindre à un convoi, car aucun ne suit sa route et les destroyers en état de servir sont au front. Le navire est ainsi seul lors du trajet vers Guam.
La Navy, informée de la présence de sous-marins dans la région, a omis de le signaler au commandant. En effet, dans le rapport de renseignements demandé par McVay, sont omises deux informations qui lui auraient mis la puce à l'oreille. La première est que quelques jours avant, le 24 juillet, le destroyer USS Underhill s'est fait couler par un kaiten alors qu'il participait à l'escorte d'un convoi de 15 navires. La seconde est que le « groupe Tamon », une escadre de sous-marins japonais équipée de kaitens, est supposé opérer dans la zone que l'Indianapolis s'apprête à traverser. Or, cette dernière information a été obtenue grâce à Ultra, qui a permis de décoder les échanges japonais. Pour l'officier chargé de distiller ces informations, le commandant Oliver F. Naquin, révéler cette information laisserait ainsi entendre à l'ennemi que les Américains sont capables de décrypter leurs communications et il n'y fait donc pas mention dans le rapport donné à McVay.
Malgré le poste radio principal hors d'usage, l'équipage tente de lancer plusieurs SOS annonçant que le navire avait été torpillé et donnant ses coordonnées ; au vu des circonstances, il est difficile de savoir combien de messages ont été réellement transmis. Un de ces messages est capté par la station de Tacloban et le marin en service le rapporte à son supérieur ; celui-ci, réveillé en sursaut, demande à n'être prévenu que si de nouveaux messages arrivent, ce qui ne sera pas le cas. À Tolosa, un peu plus au sud, un autre poste capte un message. L'officier de service dépêche alors deux remorqueurs rapides aux coordonnées reçues. L'officier commandant la base, apprenant que ces remorqueurs ont été envoyés sans son accord, les fait rappeler immédiatement sans chercher à éclaircir la provenance du message. Un marin de service, dans le port de Leyte, capte lui aussi un message. Aucune suite n'est donnée par sa hiérarchie car aucune confirmation du naufrage n'est reçue. En effet, les Japonais ayant pour habitude de diffuser de faux messages de détresse afin d'attirer les navires américains dans des guets-apens, il est fort probable que celui-ci ait été considéré comme tel.

### Procès et réhabilitation

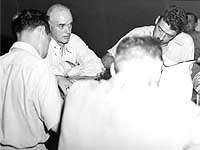
Charles B. McVay III lors de son audition après le naufrage, août 1945.

Le 29 novembre 1945, le commandant McVay, qui fait partie des survivants, se voit notifier son passage en cour martiale. Le procès débute le 3 décembre sous l'impulsion de l'amiral de la flotte Ernest King, malgré les réticences des amiraux Raymond Spruance et Chester Nimitz qui recommandaient une simple lettre de réprimande. Le peu de temps entre la notification et le moment du procès font que McVay ne bénéficie que de quelques jours pour préparer sa défense. L'avocat qu'il choisit en premier lieu n'étant pas disponible en un laps de temps si court, et King ayant refusé de repousser la date, le commandant est défendu par un avocat inexpérimenté. Deux charges sont retenues contre McVay : « mise en danger de son navire en omettant de zigzaguer » et « échec à donner l'ordre d'abandonner le navire dans un temps approprié ». Aucune mention n'est faite de l'absence de réaction au signal de détresse envoyé ou du temps mis par les secours pour se rendre compte de la disparition du navire : il est ainsi impossible à McVay de mettre en cause la Navy durant le procès.
Le 3 décembre, le procès débute dans une salle d'audience remplie de journalistes avides de photographier le premier commandant de l'US Navy à être traduit en cour martiale pour avoir perdu son navire sous le feu de l'ennemi. Le procès commence mal pour McVay, les différents témoignages et la visibilité cette nuit-là n'excusant pas l'absence de la manœuvre réglementaire d'évitement. De plus, son avocat ne dispose pas de l'unique preuve qui aurait pu disculper son client : le rapport Ultra que le commandant Naquin a omis de transmettre à McVay. Entretemps, l'inspecteur général de la Navy avait transmis à King un mémo condamnant cette rétention d'information et demandant une enquête à Guam ; King choisit de ne pas en tenir compte car ce rapport est, comme son nom l'indique, « secret » et ne peut donc être dévoilé.
La seconde semaine du procès débute avec l'appel à la barre par la cour d'un témoin surprenant : le commandant Hashimoto du sous-marin I-58 lorsque celui-ci a coulé l'Indianapolis. Cela provoque un tollé dans la presse de l'époque qui dénonce ce témoignage, un membre du Congrès allant jusqu'à le qualifier d'« outrage à la justice ». Mal à l'aise, l'officier japonais témoigne avec l'assentiment des amiraux présents. Son témoignage se révèle embarrassant pour la Navy : il affirme qu'il aurait coulé le croiseur de toute manière, quelle que soit la route qu'il aurait suivie et ses évolutions. De même, le témoignage du très décoré commandant de sous-marin Glynn R. Donaho vient ébranler l'accusation : il affirme que la manœuvre de zigzag n'aurait rien changé à la situation. Malgré cela, le 19 décembre, le commandant McVay est reconnu coupable du naufrage de son navire, ayant omis de zigzaguer ; il est acquitté de la seconde charge,. Ce verdict le rongera pour le reste de sa vie, et il finira par se suicider en 1968. Les survivants, indignés par le traitement réservé à leur ancien commandant, se lancent alors dans une campagne de réhabilitation qui aboutira à une résolution du Congrès des États-Unis en octobre 2000, selon laquelle le commandant McVay est lavé de tous soupçons concernant le naufrage de l'Indianapolis. Hunter Scott, un étudiant américain résidant à Pensacola, y joue un rôle prépondérant en recueillant des témoignages de survivants dans le cadre d'un projet pour le National History Day,. Le président Bill Clinton signe cette résolution le 30 octobre de la même année. En juillet 2001, le secrétaire à la Marine des États-Unis, Gordon R. England, annonce que McVay est réhabilité et que toute mention de sa responsabilité dans le naufrage est retirée de son dossier militaire.

### Découverte et localisation de l'épave
Le 19 août 2017, le milliardaire Paul Allen annonce avoir retrouvé le croiseur lourd dans la mer des Philippines, reposant par 5 500 mètres de profondeur, grâce à son navire de recherche RV Petrel,,.

## Hommages

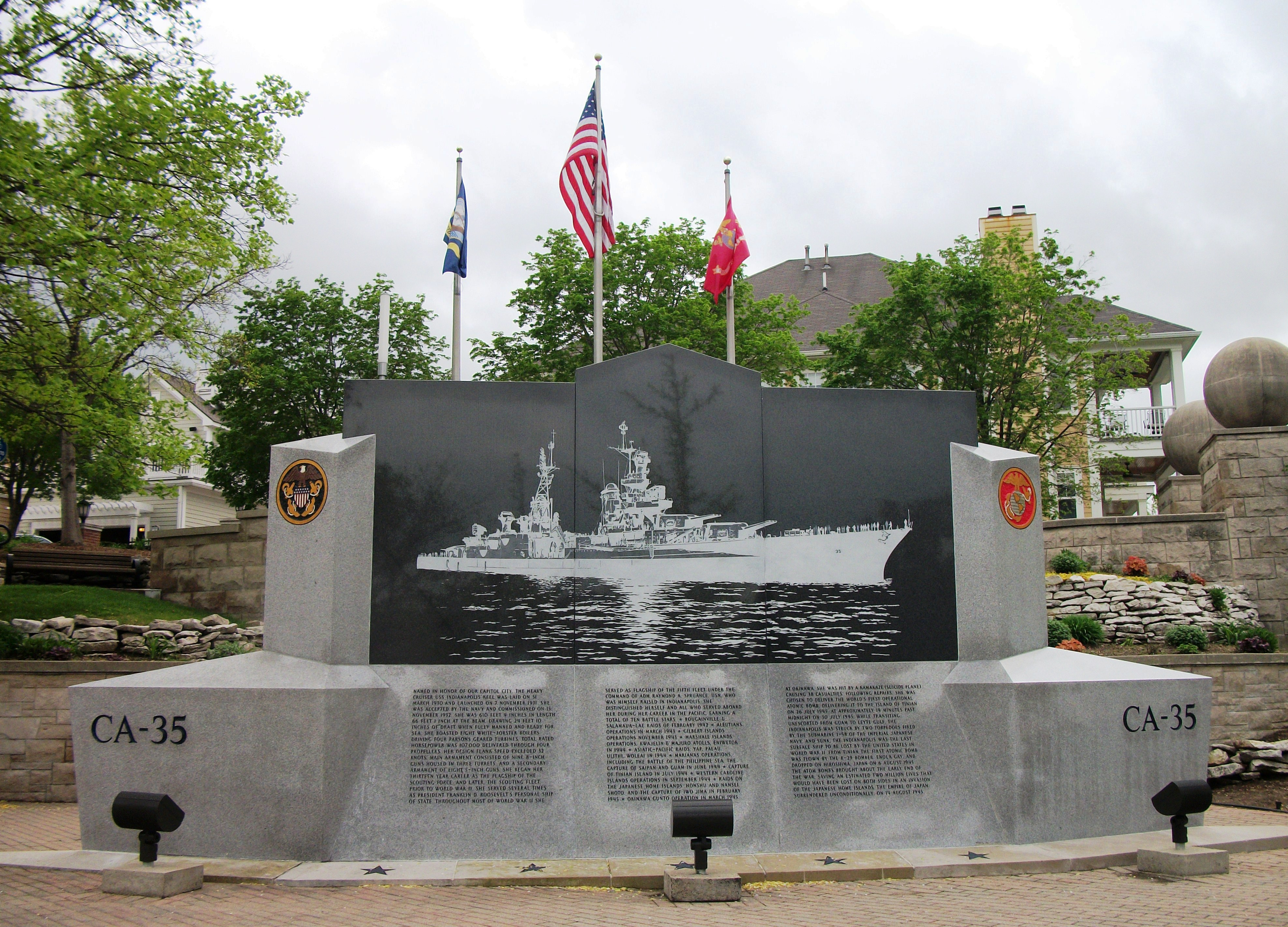
Mémorial de l'USS Indianapolis à Indianapolis.

- Un mémorial consacré au USS Indianapolis a été inauguré en 1995 à Indianapolis[56],[57].
- Un musée consacré au USS Indianapolis a été inauguré en 2007 par des survivants au Indiana World War Memorial Military Museum situé dans la Indiana World War Memorial Plaza[58], toujours à Indianapolis.
- Certains documents relatifs au USS Indianapolis sont détenus par le Musée d'État de l'Indiana. Sa cloche — retirée pour alléger le navire lors de son dernier voyage — et un de ses fanions sont eux situés à la Heslar Naval Armory.
- En mai 2011, la Interstate 465 autour de la ville d'Indianapolis a été rebaptisée Memorial Highway USS Indianapolis[59].
- Un centre de formation à la natation servant aux nouvelles recrues est nommé « USS Indianapolis ».

## Dans la culture et les médias
- Le destin tragique de l'USS Indianapolis est évoqué dans le film Les Dents de la mer (1975), dont l'un des personnages, Quint (interprété par Robert Shaw), est un ancien membre de l'équipage qui raconte son expérience à deux autres protagonistes du film[n 8].
- Robert Iscove a réalisé un téléfilm consacré au naufrage intitulé Nom de code : Requin (1991), avec notamment Stacy Keach dans le rôle de Charles B. McVay III[60].
- Un autre film relatant ce naufrage a été réalisé par Mario Van Peebles en 2016, USS Indianapolis: Men of Courage, avec comme vedette principale Nicolas Cage incarnant le capitaine de vaisseau McVay[61].
- Les droits d'adaptation de l'histoire de Hunter Scott, qui aida à la réhabilitation de McVay, ont été rachetés par Warner Bros. en 2011 et l'acteur Robert Downey Jr. est associé pour un projet de film[62]. Damien Maric a écrit une bande dessinée en deux tomes, USS Indianapolis (2012 et 2013), sur le navire[63].

## Distinctions
L'ensemble de l'équipage se verra attribuer la médaille d'or du Congrès en décembre 2018, en reconnaissance du courage et de la bravoure dont il a fait preuve.